# Liste der Monuments historiques in Écharcon
Die Liste der Monuments historiques in Écharcon führt die Monuments historiques in der französischen Gemeinde Écharcon auf.

## Liste der Bauwerke
| Bezeichnung | Beschreibung | Standort               | Kennzeichnung | Schutzstatus | Datum | Bild |
| ----------- | ------------ | ---------------------- | ------------- | ------------ | ----- | ---- |
| Schloss     |              | Rue des Sablons (Lage) | PA00087889    | Classé       | 1976  |      |

## Liste der Objekte
- Monuments historiques (Objekte) in Écharcon der Base Palissy des französischen Kultusministeriums